# Valoura
Valoura is een plaats (freguesia) in de Portugese gemeente Vila Pouca de Aguiar en telt 451 inwoners (2001).